# Вагерсрот
Вагерсрот (нем. Wagersrott) — община в Германии, в земле Шлезвиг-Гольштейн. 
Входит в состав района Шлезвиг-Фленсбург. Подчиняется управлению Зюдербраруп.  Население составляет 243 человека (на 31 декабря 2010 года). Занимает площадь 5,64 км².